# アンヌ・パリロー
アンヌ・パリロー（パリヨー）（Anne Parillaud, 1960年5月6日 - ）は、フランス・パリ出身の女優。

## プロフィール
学生時代はバレエを習っていた。16歳の時に舞台デビュー。1978年、ミシェル・ラング監督の『浜辺のホテル』で映画デビュー。数本の映画に出演した後、1990年、リュック・ベッソン監督の『ニキータ』で殺し屋の主人公を演じ、世界的に知られるようになった。
『ニキータ』以降はジョン・ランディス監督の『イノセント・ブラッド』やレオナルド・ディカプリオ主演の『仮面の男』など、アメリカ映画にも出演したが、近年はフランス映画で活躍している。

### プライベート

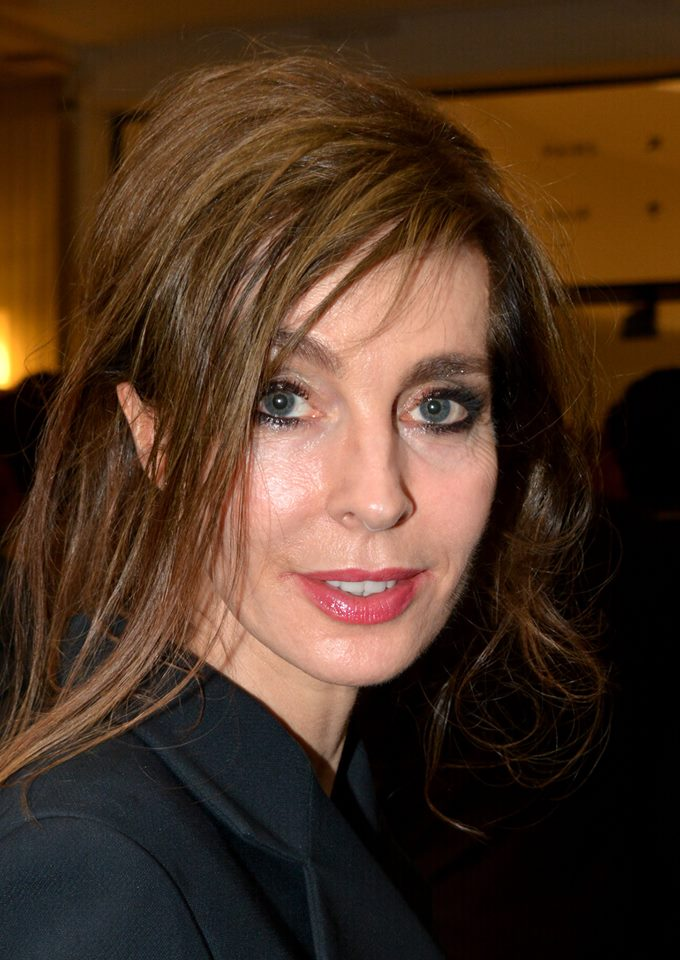
近年のアンヌ

1987年、前夫であるリュック・ベッソンとの間に長女ジュリエットをもうけた。プロデューサーのマーク・アランとの間に長男と次男をもうけている。2005年に作曲家のジャン・ミッシェル・ジャールと再婚した。ジャールとは2010年に離婚している。

## 主な出演作品
| 公開年 | 邦題 原題                                                  | 役名               | 備考                       |
| ------ | ---------------------------------------------------------- | ------------------ | -------------------------- |
| 1980   | ガールズ/恋の初体験 Girls                                  | カトリーヌ         |                            |
| 1981   | 魔性の少女パトリシア Patricia - Einmal Himmel und zurück   | パトリシア         |                            |
| 1981   | 危険なささやき Pour la peau d'un flic                      | シャルロット       |                            |
| 1983   | 鷹 Le Battant                                              | ナタリー           |                            |
| 1988   | 青い喪失 Juillet en septembre                              | マリー             |                            |
| 1989   | BARに灯ともる頃 Che ora è?                                 | Loredana           |                            |
| 1990   | ニキータ Nikita                                            | ニキータ           | セザール賞 主演女優賞 受賞 |
| 1992   | 心の地図 Map of the Human Heart                            | アルベルティン     |                            |
| 1992   | イノセント・ブラッド Innocent Blood                        | マリー             |                            |
| 1994   | 彼女たちの関係 À la folie                                  | アリス             |                            |
| 1995   | フランキースターライト世界で一番素敵な恋 Frankie Starlight | ベルナデット       |                            |
| 1996   | 見憶えのある他人 Passage à l'acte                          | イザベル           |                            |
| 1997   | DEAD GIRL/狂気の愛 Dead Girl                               | ヘレン             |                            |
| 1998   | 仮面の男 The Man in the Iron Mask                          | アンヌ王妃         |                            |
| 1998   | 悪夢の破片 Shattered Image                                 | ジェシー・マーカム |                            |
| 2002   | ギャングスター Gangsters                                   | ニーナ             |                            |
| 2002   | Sex is comedy                                              | ジャンヌ           |                            |
| 2007   | 最後の愛人 Une vieille maîtresse                           | Mme de Solcy       |                            |